# Maru Enríquez
Maru Enríquez (Ciudad de México, 1 de agosto de 1957 - 2 de febrero de 2022) fue una cantante, locutora, intérprete, productora escénica, discográfica y radiofónica mexicana.

## Trayectoria
Inicio su carrera en 1973 en la Peña del nahual, un sitio de conciertos en Coyoacán en donde convergían otros artistas como Marcial Alejandro, Emilia Almazán, Arturo Cipriano y Jaime López, entre otros. En 1975 formó el grupo La nopalera junto a Marcial Alejandro, Arturo Cipriano, Roberto Cárdenas y Javier Izquierdo, agrupación con la que grabaría cuatro álbumes.
En 1981 formó el grupo Rehilete con su prima Cecilia Toussaint y en 1982 la compañía de teatro infantil Ojarasca.Participó en el espectáculo «Tania con toda libertad» con Tania Libertad. En 2003 publicó Gran quinqué, álbum de canciones compuestas por Jaime López.En 2007 formó el grupo de blues y rock Salida de emergencia.
Como locutora se especializó en contenidos musicales en medios como el Instituto Mexicano de la Radio (IMER).

## Obra
- Ardentía (1983)
- El querer (1988)
- Un, dos, tres por Maru y Coco (1998)
- ¡Ah, que la canción! (1999)
- Ymivozquemadura (1999)
- Gran quinqué (2003)

### Con La nopalera
- Nueva canción (1976)
- Crece la audiencia (1978)
- Tremendo alboroto (1979)
- La rabia dominio público (1980)